# Ordet (skuespil)
Ordet er et dansk skuespil, der er skrevet af Kaj Munk i 1925.
Han skrev dramaet på seks dage i en rus, baseret på hans egne oplevelser som præst i Vedersø, hvor han oplevede en kvinde dø i barselssengen.
Skuespillet blev uropført på Betty Nansen Teatret i 1932. To måneder senere fik det premiere på Aarhus Teater, hvor Kaj Munk selv instruerede det.
Det har siden været genopsat på en række teatre, eksempelvis på Det Kongelige Teater (instrueret af Lars Norén og med Henning Jensen som Borgen) og på Odense Teater, begge i 2008. samt på Aarhus Teater 2019/2020 og 2021/2022. Sidstnævnte opsætning vandt Reumertprisen for Årets Forestilling. Folketeatret opsatte stykket i 2021 med Simon Moqi Trolin som instruktør og Waage Sandø i rollen som Borgen. Skuespillet kunne grundet corona ikke vises på teatret, men streames gratis.
Skuespillet er filmatiseret af Carl Th. Dreyer i 1955.
Kanonudvalget for scenekunst optog i 2006 skuespillet i Kulturkanonen med følgnede begrundelse: »Intet er nemmere end at kritisere Ordet. Både for stykkets radikale genreskred fra de første akters folkekomedie til de sidste akter, der antager karakter af mirakelspil. (...) Men kritikken forstummer, for Ordet er skrevet med en vildskab, der får en til at sluge det scene for scene. Det er vanskeligt at finde plads til tvivlen, så længe man befinder sig i Kaj Munks overspændte univers.«

## Handling
Skuespillet udspiller sig i 1920'ernes Vestjylland. Storbonden Borgen, der er grundtvigianer, nægter sin søn Anders at gifte sig med Anne, fordi hun er en del af Indre Mission. Inger prøver at overbevise Mikkel om, at kærligheden overvinder alt, men ender med at dø i barselssengen. Mikkels sindssyge søn, Johannes, råber ved hendes kisten på Herren og kalder på et mirakel.